# カブ
カブ（蕪、学名：Brassica rapa var. rapa）は、アブラナ科アブラナ属の越年草。代表的な野菜（根菜類）の一つで、別名はカブラ、カブナ、カブラナ、スズナ（鈴菜、菘）、ホウサイ（豊菜）、ダイトウナ（大頭菜）など数多い。春の七草の1つとしても知られる。食用にするのは胚軸とよばれる根の部分と葉で、日本各地に多様な地方品種がある。

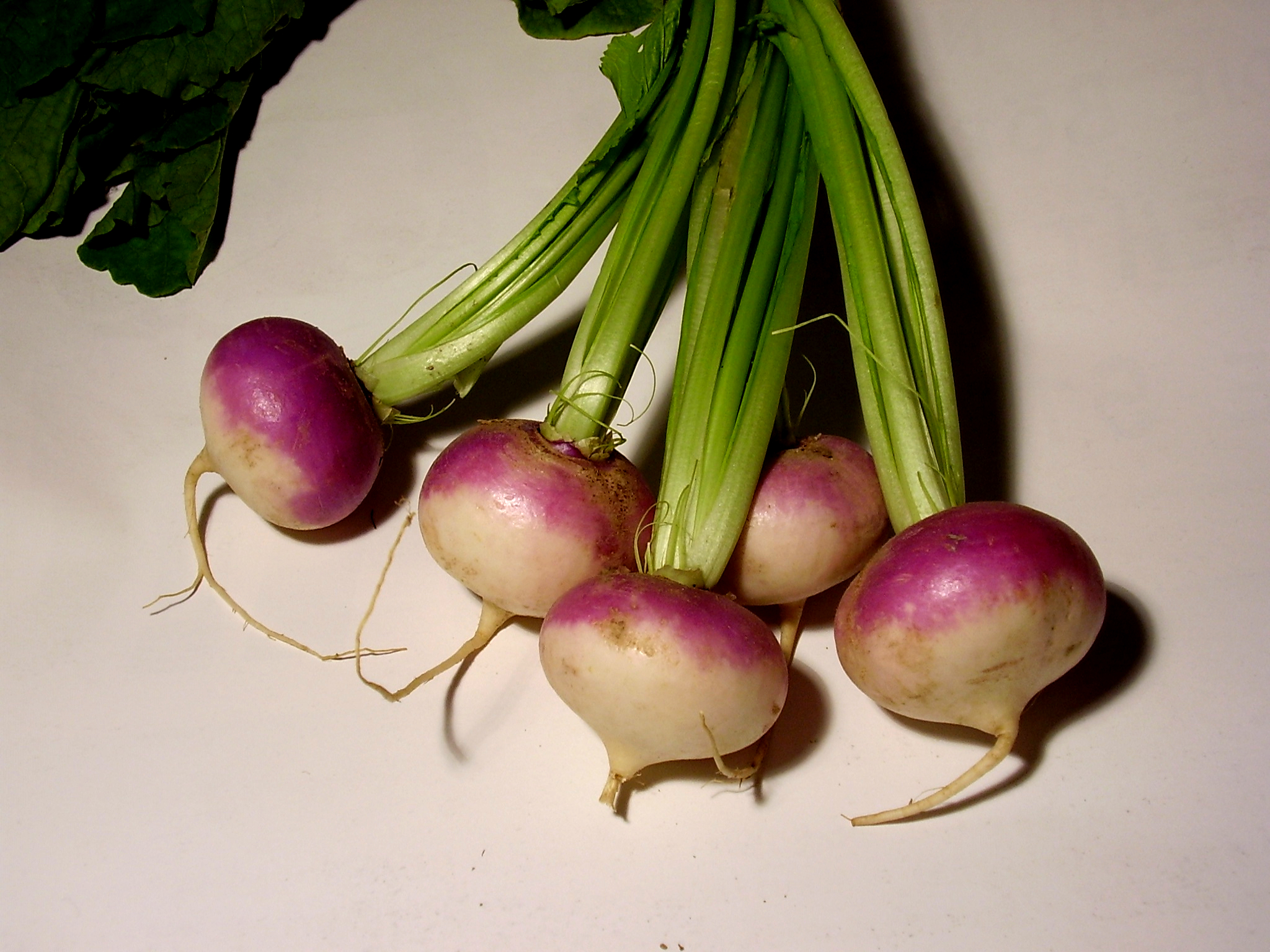
ドイツのカブ

## 名称
和名カブの語源は諸説あるが、一説には肥大した根の部分の形が丸くなるところから、頭を意味する「かぶり」に見立てたのが由来とされる。別説では、根を意味する「株」、またはカブラの女房言葉である「オカブ」から名付けられたといわれる。別名では、すずなとも呼ばれ、春の七草の1つとして知られている。すずなの「すず」は、カブの丸い形を、丸い壷形の酒器である錫製の瓶子に見立てたことから名付けられたものとも言われている。江戸時代には漢語で蕪菁（ブセイ、現代中国語拼音：wujing）、蔓菁（マンセイ、manjing）、扁蘿蔔（ヘンラフク、bianluobo）などと呼ばれていた。
英語では turnip（ターニップ）、フランス語では navet （ナヴェ）、イタリア語では rapa（ラパ）とよばれている。中国植物名は蕪青（ぶせい）、蔓菁（まんせい）。
野菜としてのカブは、品種により大きさや色にもばらつきがあり、大きさの区分により「大カブ」「中カブ」「小カブ」、根の色の区分により「白カブ」「赤カブ」「黄カブ」というぐあいに呼び分けられている。

## 特徴
カブは世界中で栽培されているが、分類上はアフガニスタン原産のアジア系と、中近東から地中海沿岸原産のヨーロッパ系との2変種に分かれる。地中海沿岸地域からヨーロッパ、中国へと世界各地へ伝わり、日本でも歴史は古く、奈良時代に朝廷の奨励でカブが栽培されたという記録がある。
越年草（二年草）の野菜で、草丈は30 - 50センチメートル (cm) になり、葉はへら形で全縁、開花期は3 - 5月で、花茎を垂直に伸ばした総状花序に、径1 cmほどの黄色い十字形の4弁花を咲かせ、花後は緑色の果実をつける。カブは他のアブラナ科植物と交雑しやすく、ダイコン（ダイコン属）とは交雑しないが、コマツナやハクサイなど（アブラナ属）とは交雑する。肥大した球形の根を可食部として利用するが、これは発生学上で胚軸と呼ばれる部位で、本当の根はその下に伸びたひげ状の部位である。漬物用の日野菜や薬味用の遠野蕪などではこの胚軸が大根のように長く伸びるが、野沢菜ではほとんど肥大しない。胚軸と根の色は多くの場合白だが、これらが赤くなる赤カブと呼ばれるものもある。
主に春と秋に栽培が行われ、一般的な小カブで高さ30センチメートルほどになる。栽培日数は小カブの場合、種まきから1.5 - 2か月ほどで収穫ができ、寒さに強い性質があるが、アブラナ科の野菜特有の連作障害もある。ヨーロッパでは主に飼料とするが、品種改良された品種が多い日本では食用野菜として利用し、根の部分（胚軸部）は淡色野菜、葉・茎は緑黄色野菜に区分される。根の部分の栄養素はダイコンとほぼ同じである。栄養価は葉のほうが高く、カロテン、ビタミンC、食物繊維が豊富に含まれている。アブラナ科に共通する苦味や辛味はあるが、カブはなかでも甘味が強く、寒い時期ほど甘味は強まる。

## 歴史
原産地については、地中海沿岸のヨーロッパ南西部を起源とする一元説と、地中海沿岸および中央アジアのアフガニスタン地域を起源とする二元説がある。もともと野生アブラナであるブラッシカ・ラパ (Brassica rapa) の1変種で、紀元前からヨーロッパで栽培されていた。中国大陸へは約2000年前に伝わったとされ、中国の『詩経』に記載され、ヨーロッパ系も古代ギリシャの史料に見られる。ただし、地中海沿岸から東へ伝播した中国大陸では、カブの根よりも葉のほうが主に扱われ、山東菜やハクサイへと改良されていった。また、西へ伝播したヨーロッパでは宗教の考え方の影響もあり、「天からもっとも遠い地中に出来る根菜類」を低く見る嫌いがあって冷遇されていた。ヨーロッパで広く普及したのは16世紀からで、飼料用途が多かった。東ヨーロッパなど寒冷地では冬場の貴重な食料源や救荒植物として活用された。
日本へは時期は不明であるがかなり古い時代に（弥生時代という説もある）、中国大陸または朝鮮半島からもたらされ、スズシロ（大根）とともに重要な根菜とされてきたと考えられている。古い記録では『古事記』（712年）に記されている「吉備の菘菜（あおな）」はカブのことと見られている。『日本書紀』（720年）にも、持統天皇が栽培を推奨したとの記述がある。奈良時代の朝廷が、根に養分を蓄える野菜づくりを奨励し、五穀に次いで重要視されて、各地に伝統的なカブが誕生することになった。東北地方では、古くから焼き畑でつくる作物として毎年栽培されたものが、保存して冬から春の間に食べる食料にされた。江戸時代になってから日本各地に広まって、各地域ごとに特徴ある栽培品種が多数作出された。

## 品種
種類を系統別にすると、アジア系とヨーロッパ系に分けられ、大きさでは、大中小の3種類に分けられる。日本には白い丸形の小カブをはじめ、赤カブや長カブ、大型のカブなど各地で在来種が根付いており、量は少ないながらも約80品種が生産され、多様な品種が存在した日本の伝統野菜の代表例でもある。
日本で最も一般的に流通しているのが寒さに強い小型の白カブで、これはヨーロッパから朝鮮半島を経て渡来した系統で、中でも金町小カブが代表的な品種である。カブには直径10センチメートルを超える大カブや、根茎部が長さ20センチメートル以上になる長カブ、赤い色の赤カブがなどあり、ヨーロッパ系の品種では根茎が黄色の黄カブもある。聖護院かぶなどの大型かぶは、繊維が少なくて肉質は緻密である。カブの色が白色ではないものは「色カブ」ともよばれ、紅色や紅紫色、上半分は紅色で下半分が白色などになり、品種も数多く、日本海側にかけて多く栽培されている。日本で産出されるカブは世界の植物学者から「カブの第二の原産地」と例えられるほど、品種が豊富にある。
東京近郊で栽培される金町小かぶには、数多くの系統があって、日本全国各地で栽培されている。地方特産の在来種の数も多く、小カブ以外は周年生産されていない。地方品種を東西（ヨーロッパ系とアジア系）に分ける線は関ヶ原付近に引くことができ、西日本のカブは葉や茎に毛があるものが多く、東日本はツルツルしたカブが多い。農事関係者は、地理的に系統が分かれるこの線のことを「かぶらライン」と呼んでいる（中尾佐助による命名）。
日本国内で生産される欧米種としては、大型で黄色いゴールデン・ボール、スノー・ボール・アーリー、夏採りのパープル・トップ・ミラン（ミラン・ルージュ）などがある。
利用目的に合わせて品種改良が行われた結果多くの野菜（タイプ）が生まれた。ハクサイ、チンゲンサイ、コマツナ、ツケナ類は全てカブの仲間であり、広義のカブ菜類に含まれる。したがって相互の交配が容易である。

### 主な品種
- 金町小かぶ（かなまちこかぶ） - 東京の在来種で、日本で最も生産量が多い代表品種。通年栽培可能で、根は白く柔らかいのが特徴。春に出回るものは、甘味があり生食に向く[15]。
- 京小町かぶ（きょうこまちかぶ） - 丸々した小カブで、食味は柔らかくで甘味があるので、生食にも向いている[17]。
- 聖護院かぶ（しょうごいんかぶ） - 京都の伝統野菜の1つ[9]。日本最大種とされ、大きいものは重さ5 kgになる。千枚漬けの材料にされる[6]。
- みやま小かぶ（みやまこかぶ） - 金町小かぶと東京の在来種の2系統を自然交雑させて選抜してつくられた埼玉県の固定品種[11]。根が丸くなる小カブで中カブまで育てても玉割れしにくく、肉質が緻密で柔らかくて甘味があり、生食や煮物など様々な料理に向いている[11]。柔らかいため煮すぎると煮崩れする[17]。
- 東京長かぶ（とうきょうながかぶ） - 別名「滝野川かぶ」「品川かぶ」ともよばれる[18]。根の長さ20 cmになる長カブで、地上部は青首大根のように緑色になる[17]。肉質はやわらかく、甘味がある[18]。
- 天王寺かぶ（てんのうじかぶ） - 西日本で利用される代表的な中型種。江戸時代から明治末期にかけて盛んに栽培されてきた大阪の在来種で、根は白く、やや偏平の丸形をしている[17]。根の先が尖っているので「とがりかぶ」[19]、地上部が浮き出るため「天王寺浮きかぶ」[20]ともよばれる。野沢菜の原種で、日本最古の和カブとも言われている[21]。根の肉質は緻密で、大きく育つ葉や茎も柔らかく、煮物や漬物などに利用される[20]。
- あやめ雪（あやめゆき） - 地上部が赤紫色で、地下部は白色の色合いをしたカブ。肉質は緻密で甘味があり、酢漬けなどにしてもする[17]。
- 大野紅かぶ（おおのべにかぶ） - 北海道道南地方の大野町（現：北斗市）で江戸時代から栽培されてきたアジア系カブ。丸カブで、根から茎まで濃い赤色になり、根の中もかすかに赤い[22]。秋まきでつくり1月頃まで収穫する[23]。酢漬けや塩漬けにされる[16]。
- 肘折かぶ（ひじおりかぶ） - 山形県最上地方の肘折温泉で栽培される伝統品種。根が長く全体に赤くなる赤カブで、肉質は固く、漬物に向いている[16]。
- 温海かぶ（あつみかぶ） - 「かのかぶ」とも。山形県鶴岡市温海地区の特産で、江戸時代から300年以上も栽培されてきた在来品種[24]。山間地の急斜面を利用した焼畑栽培が特徴の赤カブ[16]。外側は鮮やかな赤紫色で、中が白い。肉質はやや固く、甘酢漬けなどにされる[6]。
- 藤沢かぶ（ふじさわかぶ） - 山形県鶴岡市藤沢地区に伝わる焼畑農法で作られる長カブで、首部分が赤くて中は白い。生産量は限られるため市場ではあまり見られず、地元で漬物などにされる[16]。
- 宝谷かぶ（ほうやかぶ） - 山形県庄内地方で焼畑農法でつくられる在来品種で、青首大根を小さくしたような姿の長カブ。やや辛味がある[16]。
- 木曽紅かぶ（きそべにかぶ） - 長野県木曽郡の在来種。ややつぶれたような偏平形で、紫紅色の根が特徴[25]。赤カブ漬けされる他、地元では茎の部分は乳酸発酵させた「すんき漬け（すぐき漬け）」にされる[16]。
- 金沢青かぶ（かなざわあおかぶ） - 石川県の伝統野菜。根は直径10 cmを超えるやや横長の偏球形で、中型の緑色かぶ群に属する[20]。郷土料理のかぶら寿司に利用されるが[6]、繊維か固くて辛味が強いうえ、栽培が難しくて品質も安定しないことから、改良種「百万石かぶ」に取って代わられている[26][27]。肉質は緻密で、漬物にすると歯ごたえがよい[20]。
- 飛騨紅かぶ（ひだべにかぶ） - 岐阜県高山市を中心とした地域で栽培されている赤カブ。中は白く、肉質は柔らかい[9]。
- 今市かぶ（いまいちかぶ） - 奈良県の在来の早生小カブ。絹肌で、根も葉も柔らかく旨みに富み、特に葉の風味が極良で、葉カブとして利用される場合も多い。
- 片平あかね（かたひらあかね） - 奈良県山辺郡山添村片平で古くから作られてきた大和伝統野菜。ダイコンのように細長く、葉脈から根の先までが赤い。
- 飛鳥あかね（あすかあかね） - 「片平あかね」の系統とされる細長い赤カブで、茎まで赤い。肉質が緻密で漬物に向いている[16]。
- 日野菜かぶ（ひのなかぶ） - 滋賀県日野町の特産。根の直径2.5 cm、長さ20 - 30 cmとダイコンのように細長く、地上から出ているカブの首と茎が赤紫色になり、根の下の方が白い[18]。その色合いから「緋の菜」「あかな」ともよばれる[28]。肉質は固くて独特の辛味があるのが特徴で、粕漬け・酢漬けにした漬物「日野菜漬け」「桜漬け」にされる[16][20]。
- 近江万木かぶ（おうみゆるぎかぶ） - 滋賀県の在来種で、近江特産の赤カブである万木カブをもとに作られた品種[29]。赤カブと白カブの自然交配でできたカブとされ、直径は8 - 10 cmの中カブで、外皮は赤く中は白に赤が混ざった色合いをしている。漬物や煮物に向いている[16]。
- 津田かぶ（つだかぶ） - 島根県松江市津田地区の在来種。勾玉状に曲がった赤カブで、地上部が赤紫色、地下部が白色になる。日野菜など近江のカブから出来上がった品種で[21]、肉質は緻密で、生でもほのかな甘味がある[30]。主に漬物用にされる[16]。
- 弘岡かぶ（ひろおかかぶ） - 高知県の在来種で、天王寺かぶや聖護院かぶなどが元になっていると考えられている[31]。大カブで、白く滑らかで上がやや偏平になり、重さは1 kgほどになる。浅漬けや糠漬け、甘酢漬けなどの漬物に向いている[31]。
- 黄かぶ（きかぶ） - 日本には馴染みが薄い西洋系品種で、「ターニップ・ゴールデンボール」などの品種が知られる。皮が黄色く、肉質が固いため生食には向かず、スープや煮込みに向く[16]。
- 黄金かぶ（おうごんかぶ） - 根の部分がオレンジ色で中が白色になる中型から大型の西洋系の品種。甘味があり、歯ごたえがある[16]。
- 伊予緋蕪（いよひかぶ） - 愛媛県の郷土野菜。外皮が暗紅色で肉も紅色[32]。

## 栽培

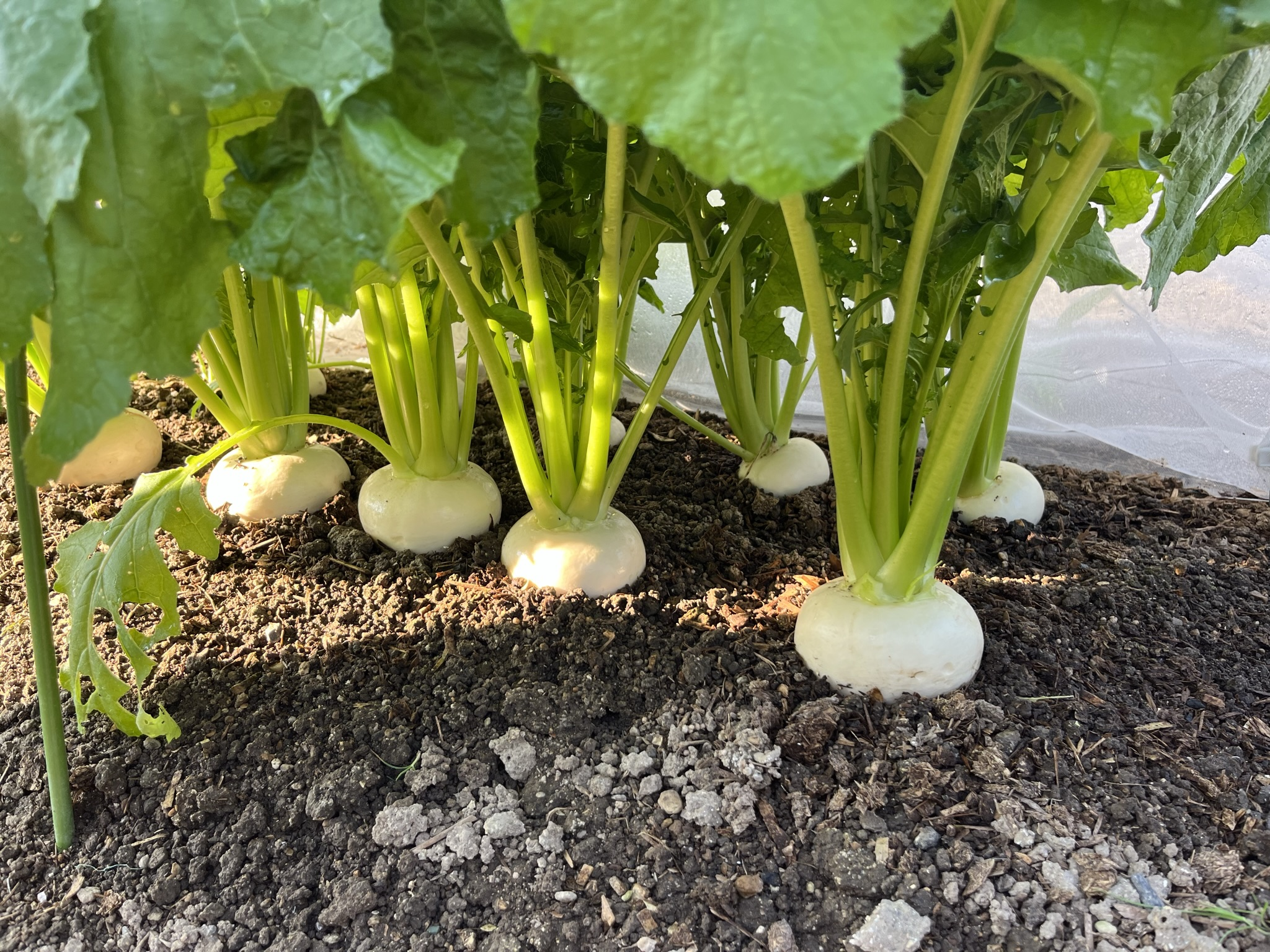
栽培中のカブ。育つにつれて白い部分（胚軸）が土の上に出てきたところ。

カブは涼しい気候を好み、一般に小カブであれば、真夏を避けて1年で春まきと秋まきの2回栽培することができ、種まきから収穫までの栽培日数が45 - 50日程度と比較的短い期間で行え、多めに種をまいて成長に合わせて間引きしながら根を太らせて育てていく。害虫がつきにくい秋まきのほうが育てやすいといわれ、残暑が過ぎてから種まきする。栽培条件に適した土壌酸度はpH 6.0 - 6.5、生育適温は15 - 20℃、発芽適温は15 - 25℃とされる。植え替えが出来ないので直まきにて畑で栽培するのが一般的であるが、小カブであればプランターを使って家庭で栽培することも行われる。連作障害があることから、同じ畑で栽培を繰り返すときは、アブラナ科作物を栽培しない場所を1 - 3年あける必要がある。
高さ5 - 10センチメートル (cm) 、幅60 cmほどの畝を立てたら、条間20 - 30 cm程度の筋をつけて、1 - 2 cm間隔で種を筋まきする。間引き収穫を行わなければ、点まきでも育てられる。種まきから1週間ほどで揃って発芽し、本葉が出始めたころに約3 cm間隔で1回目の間引き、2回目は本葉2、3枚で5 - 6 cm間隔に、3回目は本葉4 - 5枚のときに株間10 cmとして、最終的には1か所1本残し、3回に分けて間引きを行っていく。間引き菜も、棄てずにおいしく食べることができる。間引き後は必要に応じて追肥と土寄せも行う。追肥は2週間に1度ほどの間隔で、定期的に鶏糞やぼかし肥などを与えるとよいとされ、株をよけてまわりに撒くようにする。また、しっかり土寄せすることによって、浅い根の張りでカブが土からせり上がって根がぐらつくことでカブが太らなくなったり、形が悪くなるのを予防する狙いがある。最後の間引きを終えた株どうしの間隔は、小カブで約10 - 12 cm、中カブで15 - 20 cm、大カブで25 - 30 cmは開けるものとされている。このころになると根（胚軸）の肥大が始まっている。収穫は、品種ごとの根が肥大した頃合いを見て行い、大きくなったものから茎の根元を持って地面から簡単に引き抜くことが出来る。収穫の目安は、小カブで直径5 - 6 cm、大カブで8 - 10 cmとなる。タイミングを逃して収穫が遅れると、根にいわゆる「す」が入ったり、表面が割れたりする。

### 病虫害
カブの病害虫は、アブラムシ、キスジノミハムシ、アオムシ、コナガ、ハモグリバエの幼虫などがつきやすく、葉を食害していく。気温が高い時期は害虫が発生しやすく、特に柔らかい新葉にはアブラムシがつきやすくなり、キスジノミハムシは幼虫が根を食べ、成虫が葉を食害していく。葉を食害されると根の生長にも影響が出るため、害虫対策として、種まき直後からトンネル栽培で支柱を立てて防虫ネットをかけたり、寒冷紗を直接畝にかける予防法が行われる。
病気では株が混んで風通しが悪い条件になると、白さび病、軟腐病（なんぶびょう）、根こぶ病などが発生しやすい。白さび病の原因はカビの一種で、白い病斑が葉の表面にできる病気である。軟腐病は土中の細菌が原因で感染する病気で、地面に近い葉がドロドロに軟化して腐敗し、株は生気を失ってしおれる病気である。いずれも発病した株は取り除き、水はけと雑草の駆除をこまめに行って風通しをよくすると予防になる。

## 生産
日本では北海道から九州で栽培されており､主要産地は千葉県で、3割を占める。これに次ぐ埼玉県、青森県で全国生産量の約半分を占め、ほぼ全てが小カブである。
| 年度               | 作付面積(ha) | 収穫量(千t) |
| ------------------ | ------------ | ----------- |
| 2004年（平成16年） | 5 710        | 167.8       |
| 2005年（平成17年） | 5 470        | 153.2       |
| 2006年（平成18年） | 5 390        | 150.7       |
| 2007年（平成19年） | 5 360        | 159.3       |
| 2008年（平成20年） | 5 280        | 159.1       |
| 2009年（平成21年） | 5 240        | 155.0       |
| 2010年（平成22年） | 4 990        | 144.6       |
| 2011年（平成23年） | 4 910        | 139.4       |
| 2012年（平成24年） | 4 830        | 136.1       |
| 2013年（平成25年） | 4 750        | 132.5       |
| 2014年（平成26年） | 4 710        | 130.7       |
| 2015年（平成27年） | 4 630        | 131.9       |
| 2016年（平成28年） | 4 510        | 128.7       |
| 2017年（平成29年） | 4 420        | 119.3       |

## 食材

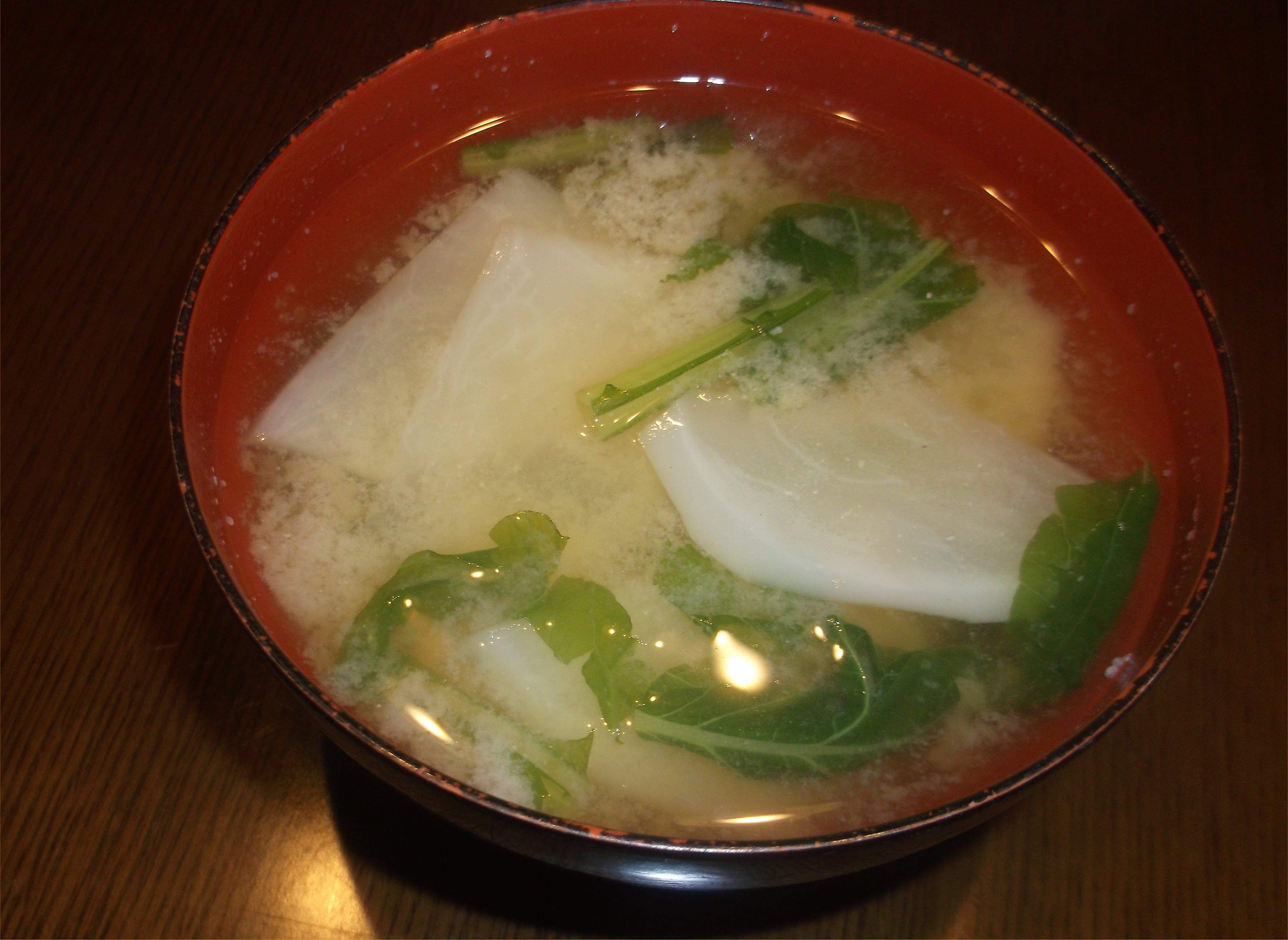
カブの味噌汁

特徴的な、大きな球形となる根を食用とするほか、茎や葉などの地上部も青菜類と同様に利用される。品種によって収穫時期に差はあるが、一般に野菜としての旬は、秋（10 - 12月）と春（3 - 5月）で、寒い時期に収穫された物ほど甘味は強くなり、葉も軟らかい。根茎（いわゆるカブ）にツヤと張りがありひげ根が少ないもの、あるいは葉が緑鮮やかで瑞々しいものが良品とされる。葉を水菜に似た食味・食感に改良した品種「小粋菜」も開発されている。
種子は油分を豊富に含む。かつてはアブラナと並ぶ油用植物であったが、現代では利用されていない。

### 料理
カブは漬物をはじめ、蒸し煮や炒め物、シチュー、すりおろしなど、様々な料理のバリエーションで使われ、調理法によって食感も変化する。そのままでは固いため、生食よりも煮物や味噌汁・シチューの具材としての利用が多いが、大根おろしのように蕎麦の薬味としても利用される。加熱すると一転して非常に柔らかくなるため、ダイコンのようにじっくり煮込む料理には向かない。葉の部分は、新鮮なうちに浅漬けや油炒めなどにして食べられるほか、アクが少ないため茹でておひたしや汁の実にも適している。赤カブなどの色カブは、たいてい漬物などに加工して利用される。
日本料理では風呂吹きにも利用される。また、浅漬け、糠漬け、千枚漬け（聖護院かぶら）、酸茎などの漬物に加工される。かぶら寿しは石川県金沢市の郷土料理で、日本海で採れた塩漬けの寒ブリを、薄く切った金沢青かぶに挟んで、米麹で漬け込んだ江戸時代から続く伝統料理である。

### 栄養価
根の部分（いわゆるカブ）には水分が約94%含まれ、可食部100グラム (g) 中のエネルギー量は約20キロカロリー (kcal) で、炭水化物が4.0 g、たんぱく質0.7 g、灰分0.6 g、脂質0.1 gが含まれる。またビタミンC、カリウム、食物繊維が含まれ、ダイコンの根の部分の栄養素とほぼ同じである。とりたてて多く含まれている栄養素は見当たらないが、ビタミンCがやや多い。デンプンを分解する消化酵素アミラーゼ（ジアスターゼ）がたくさん含まれているので、生で食べると、米飯・パン・麺などの主食を食べ過ぎたときの胃もたれや胸やけの解消に効果がある。刺激性辛味物質の元となっているグルコシノレートを含んでおり、加熱調理して食べることによって肝臓の解毒作用を活性化させる働きがあるといわれている。
葉の部分は根とは全く異なる栄養素を持ち、β-カロテン、ビタミンC、カルシウムが豊富に含まれ、緑黄色野菜に分類される。特に体内でビタミンAに変換される色素成分β-カロテンは、可食部100グラム (g) 中、2800ミリグラム (mg) と極めて豊富に含まれる。ビタミンCは免疫力の低下を予防し、食物繊維は便秘の解消や、生活習慣病の予防に役立つ栄養素といわれている。

### 保存法
葉は劣化が早く、葉付きを置くと根の部分の水分が蒸発して乾燥が早く促進されてしまうため、根の部分と葉の部分を切り離して冷蔵庫で別々に保存する。根は約1週間ほどもつが、生葉は1、2日ほどで使い切るようにする。葉を茹でたものにすれば、冷蔵で2 - 3日、冷凍で1か月ほど保存がきく。カブを薄切りにし、葉を細かく刻んで塩で揉んでから軽く重しして浅漬けにすれば、3 - 4日程度は冷蔵保存できる。

## 薬用
塊根の部分（いわゆるカブ）は蕪青根（ぶせいこん）、種子は蕪青子（ぶせいし）と称して薬用にもされ、塊根部は食べ過ぎ・糖尿病・黄疸・しもやけ、種子は目の充血に効能があるといわれる。塊根は胃腸を温める働きがあり、種子は熱を取り去る作用があるといわれ、共に市販のものが用いられる。民間療法では、1日1 - 2個のカブを調理して食べるか、しもやけではすりおろしたカブの塊根を患部に貼るとされる。種子は粉末状にして1日量2 - 3グラムを3回に分けて飲む用法が知られる。

## 文化
かぶな、すずなはともに冬の季語で、その白さを降雪に関連づけた詩歌が見られる。赤蕪なども同様に冬の季語である。
カブの葉はスズナ（鈴菜、または菘。根の形を鈴に見立てた）として、春の七草にも数えられていて、現代でも葉が付いた状態で販売されている事が多い。
ロシアでは、『おおきなかぶ』のように民話の題材になるほど馴染みのある野菜である。一方、カブがあまり好まれないフランスでは、大根役者に相当する「カブ役者」という言い回しがある。

## 別種
根が太る特徴的な姿から、同様または類似の形態を持つ野菜などが「カブ」の名を冠することがある。
- ハツカダイコン（赤カブ）：ダイコンの変種。
- 食用ビート（血カブ）：アカザ科でテンサイの変種。
- コールラビ（カブカンラン、カブタマナ）：ヤセイカンランの変種（キャベツに近縁）。よく似ているが、茎が太る。
- ルタバガ（スウェーデンカブ、カブハボタン、仙台カブ、スウィード）：セイヨウアブラナの変種。日本でも「大島カブ」「矢越カブ」などの名で古くから栽培されている[38]。
- 野沢菜（カブナ）：別変種であるほか、大阪在来種の天王寺かぶを信州に持ち込んで栽培したところ、葉の部分が大きく育ったという説がある[48]。実際にはヨーロッパ系カブに近い。